# Männerorchester von Auschwitz
Die Männerorchester in Auschwitz waren mehrere Orchester im Konzentrationslager Auschwitz, die fast ausschließlich aus Berufsmusikern bestanden.

## Werdegang und Funktion
Das KZ Auschwitz hatte bereits im Januar 1941 ein Männerorchester. In dieser ersten Zeit waren Juden im Orchester nicht zugelassen. Mit den vielen Außenlagern bildeten sich mit der Zeit bis zu sechs Orchester.
Neben dem Mädchenorchester von Auschwitz zählten dazu vier bis fünf Männerorchester und zeitweise ein „Zigeunerorchester“. Der Leiter eines Männerorchesters war der polnische Komponist und Dirigent Adam Kopyciński, der später der Leiter (1954–1961) der Warschauer Philharmonie wurde. Die Männerorchester bestanden weitgehend aus Berufsmusikern.
Beim Herannahen der sowjetischen Truppen wurden die marschfähigen Lagerinsassen und Orchestermitglieder Oktober 1944 ins Innere des Reiches deportiert. Die im Lager verbliebenen Häftlinge wurden am 27. Januar 1945 von Soldaten der Roten Armee befreit. Obwohl mindestens ein Männerorchester bekannt war, erreichten sie nicht den Bekanntheitsgrad des Mädchenorchesters unter seiner herausragenden Leiterin Alma Rosé, dessen Geschichte sogar zweimal, 1980 und 1992, verfilmt wurde.

## Bedeutung
Bisher weiß die Geschichtsforschung noch wenig über die KZ-Orchester, die auf Befehl musizieren mussten, über ihren Einsatz und die Funktionen der „befohlenen“ Musik. Es gibt jedoch Anzeichen, dass dieses Thema von Geschichtswissenschaftlern zunehmend aufgearbeitet wird.
Für die Gefangenen hatte die Musik eine besondere Bedeutung. Inge Lammel zitiert dazu in einem ihrer Artikel den ehemaligen Dirigenten des Lagerorchesters in Auschwitz, Adam Kopycinski:

„Die Musik vermittelt uns das schlichte Wissen von der Wahrheit des Lebens. Die Sehnsüchte des menschlichen Herzens suchen einen Halt in der Sphäre der Töne. Dank ihrer Macht und Suggestivkraft stärkte hier die Musik in den Zuhörern das, was das wichtigste ist - die wahre Natur […] und förderte die Selbstachtung des Menschen, die in der Zeit des Lagerlebens so grausam mit Füßen getreten wurde […].“

## Film
- Herbert Thomas Mandl Spuren nach Theresienstadt / Tracks to Terezín. (Interview: Herbert Gantschacher; Kamera: Robert Schabus; Schnitt und Gestaltung: Erich Heyduck) / DVD deutsch / englisch; ARBOS, Wien-Salzburg-Klagenfurt 2007[6]